# Zombieland
Zombieland er en horror-komedie-film fra 2009 med manuskript af Rheet Reese og Paul Wernick. Den er instrueret af Ruben Fleischer. Medvirkende er blandt andret Jesse Eisenberg, Emma Stone, Abigail Breslin, Woody Harrelson og Bill Murray.

## Handling
Amerika er blevet overtaget af zombier og der er kun få overlevende mennesker tilbage. Blandt andet den collegestuderede "Columbus" (Jesse Eisenberg), som er filmens hovedrolle. Han er ikke ligefrem den mest populære blandt pigerne, faktisk er han det stik modsatte. Han rejser tværs over landet i søgen efter sine forældre, og på vejen møder han blandt andet den meget excentriske mand "Talahassee" (Woody Harrelson). De to beslutter alligevel er krydse kontinentet sammen, og det bliver langt fra en kedelig rejse.
De møder også de to piger "Wichita" (Emma Stone) og "Little Rock" (Abigail Breslin), som bliver en del af deres rejse. "Wichita" er på alder med "Columbus", og han ser det derfor som en sidste chance for at møde en pige, som han kan vise frem for sine forældre.

## Medvirkende
- Jesse Eisenberg som Columbus
- Woody Harrelson som Tallahassee
- Emma Stone som Wichita
- Abigail Breslin som Little Rock
- Bill Murray som ham selv